# برادگیت (آیووا)
برادگیت (به انگلیسی: Bradgate) شهری در ایالت آیووا کشور ایالات متحده آمریکا است که جمعیت آن در سرشماری سال ۲۰۱۰ میلادی، ۸۶ نفر بوده‌است.